# Bauhinia reticulata
Bauhinia reticulata är en ärtväxtart som beskrevs av Dc. Bauhinia reticulata ingår i släktet Bauhinia och familjen ärtväxter. Inga underarter finns listade i Catalogue of Life.